# Nguyễn Tiến Bình (Hà Nội)
Nguyễn Tiến Bình là Trung tướng Quân đội nhân dân Việt Nam, Giáo sư, Tiến sĩ, Thầy thuốc Nhân dân Việt Nam. Ông từng là giám đốc Học viện Quân Y Việt Nam, ông cũng là nhà văn có nhiều tác phẩm được xuất bản, đoạt giải thưởng. Ngoài ra, ông còn là một họa sĩ với nhiều tác phẩm triển lãm được công chúng biết đến.

## Sự nghiệp
Nguyễn Tiến Bình có biệt danh là "Bình xương". Ông sinh ngày 10 tháng 10 năm 1954 tại Hà Nội .
Ông tốt nghiệp Đại học Y Hà Nội chuyên ngành chấn thương chỉnh hình và được điều về công tác tại Viện quân y 109. 

### Trong y học
Nguyễn Tiến Bình là một trong những chuyên gia đầu ngành về xương khớp tại Việt Nam.
Từ năm 1979 – 1986 ông tham gia tại chiến trường Campuchia và biên giới phía Bắc.
Năm 1986, Nguyễn Tiến Bình theo học và nghiên cứu chương trình chuyên khoa phẫu thuật chính hình, tại Viện Hàn lâm Y học quân sự Cộng hòa Dân chủ Đức.
Năm 1991, Nguyễn Tiến Bình công tác tại bệnh viện Trung ương Quân đội 108 với nhiều chức vụ: Chủ nhiệm khoa chấn thương chỉnh hình, Phó giám đốc bệnh viện kiêm giám đốc trung tâm chấn thương chỉnh hình, kiêm Phó chủ tịch Hội chấn thương chỉnh hình Việt Nam.
Năm 2005, Nguyễn Tiến Bình đảm nhận chức vụ phó giám đốc Học viện quân y cho đến đến năm 2007 là giám đốc của học viện này.

#### Công trình nghiên cứu
Nguyễn Tiến Bình đã có 96 đề tài, công trình nghiên cứu khoa học được công bố trên các tạp chí chuyên ngành y học trong và ngoài Việt Nam. Ông là chủ nhiệm hay tham gia nhiều đề tài nghiên cứu cấp quốc gia và ở Bộ quốc phòng. Ông nghiên cứu chủ yếu về xương khớp với các đề tài như:
- Nghiên cứu và ứng dụng trên lâm sàng kỹ thuật kết xương căng dãn vá nén ép theo nguyên lý của Ilizarov trong điều trị những dị chứng gãy thân xương dài.
- Nghiên cứu và ứng dụng trên lâm sàng các phương pháp phẫu thuật chỉnh hình điều trị dị tật bẩm sinh, dị chứng bại não.
- Nghiên cứu và ứng dụng nhiều kĩ thuật tạo hình khớp.
- Điều trị những biến dạng khớp bẩm sinh, thay khớp nhân tạo ở những khớp thoái hóa hay do di chứng trấn thương ở khớp háng, khớp gối, khớp vai.
- Nghiên cứu ứng dụng và phát triển y học hạt nhân trong chẩn đoán va điều trị ung thư ở Việt Nam.
- Nghiên cứu tình trang nhiễm độc Dioxin ở những cựu chiến binh và gia đình bị phơi nhiễm chất độc da cam trong chiến tranh[7].

Nguyễn Tiến Bình thường được gọi vui là "ngũ sĩ" (Chiến sĩ, Tiến sĩ, Bác sĩ, Văn sĩ và Họa sĩ)

### Hoạt động nghệ thuật
Nguyễn Tiến Bình viết nhiều truyện, thơ được đăng trên Tạp chí Văn nghệ Quân đội. Một số tác phẩm đã đoạt giải trong các cuộc thi văn chương của Tuần báo Văn nghệ, Hội Nhà văn Việt Nam.
Ông cũng rất đam mê vẽ với hơn trăm bức tranh, chủ yếu là sơn dầu. Ngày 04 tháng 10 năm 2014, Nguyễn Tiến Bình tổ chức cuộc triển lãm tranh "Nguyễn Tiến Bình và chuỗi ký ức" tại Học viện Quân y ở Hà Đông, Hà Nội. Toàn bộ số tiền bán tranh tại triển lãm sẽ được ông dành tặng học viện nhằm gây quỹ khích lệ học viên giỏi do ông khởi xướng tại Học viện Quân y.

#### Tác phẩm văn học
- Đêm dài qua (chùm truyện ngắn đoạt giải 3 trong cuộc thi truyện ngắn của Tuần báo Văn nghệ - Hội Nhà văn Việt Nam tổ chức từ cuối năm 2011 đến đầu năm 2013)[9].

#### Tác phẩm hội họa
Tại triển lãm tranh "Nguyễn Tiến Bình và chuỗi ký ức", ông đã giới thiệu 42 bức tranh sơn dầu. Trong số đó, có 36 bức tranh cùng mang tên "Ký ức" đánh số theo thứ tự. Theo ông, đó là kết quả của những thời kỳ ông cảm nhận sau nhiều năm làm việc tại các chiến trường và nhiều miền ở Việt Nam.

## Khen thưởng
- Huân chương Chiến công hạng Nhất[6].
- Huân chương Chiến sĩ vẻ vang hạng Nhất, hạng Nhì, hạng Ba[7].
- Danh hiệu Thầy thuốc Nhân dân, Thầy thuốc Ưu tú
- Danh hiệu Giáo sư
- Quân hàm Trung tướng (2010)[4]